# Bandiera del Friuli
La bandiera del Friuli (bandiere dal Friûl in friulano) è la bandiera usata come simbolo identitario della regione storica del Friuli, regolamentata dalla Regione Autonoma Friuli-Venezia Giulia. 
È ispirata al vessillo del Principato patriarcale di Aquileia, il quale è una delle bandiere più antiche d’Europa (1334).
La bandiera del Friuli non va confusa con quella dell’istituzione amministrativa Regione Autonoma Friuli-Venezia Giulia.

## Storia

### Le origini: la bandiera della Patria del Friuli
L’origine della bandiera del Friuli risale ai tempi del Principato patriarcale di Aquileia, detto anche Patria del Friuli, il quale dal 1077 al 1420 governò come stato sovrano, vassallo del Sacro Romano Impero, il Friuli e a periodi alterni altri territori (fra cui l’Istria, il Cadore, la Carinzia, la Carniola e la Stiria). 
L’esemplare più celebre e antico del vessillo patriarcale è esposto nel Museo del Duomo di Udine. Si tratta di un magnifico drappo quadrangolare (61 x 65,5 cm) di seta color grigio-azzurro al cui centro è disposta un’aquila con il capo rivolto a sinistra. Il corpo, le zampe e le ali sono di colore giallo e gli artigli di colore rosso. Il vessillo faceva parte del corredo funerario del patriarca Bertrando di Saint Geniès, rimasto sulla cattedra di Aquileia dal 1334 al 1350 e barbaramente ucciso da una congiura di nobili friulani.

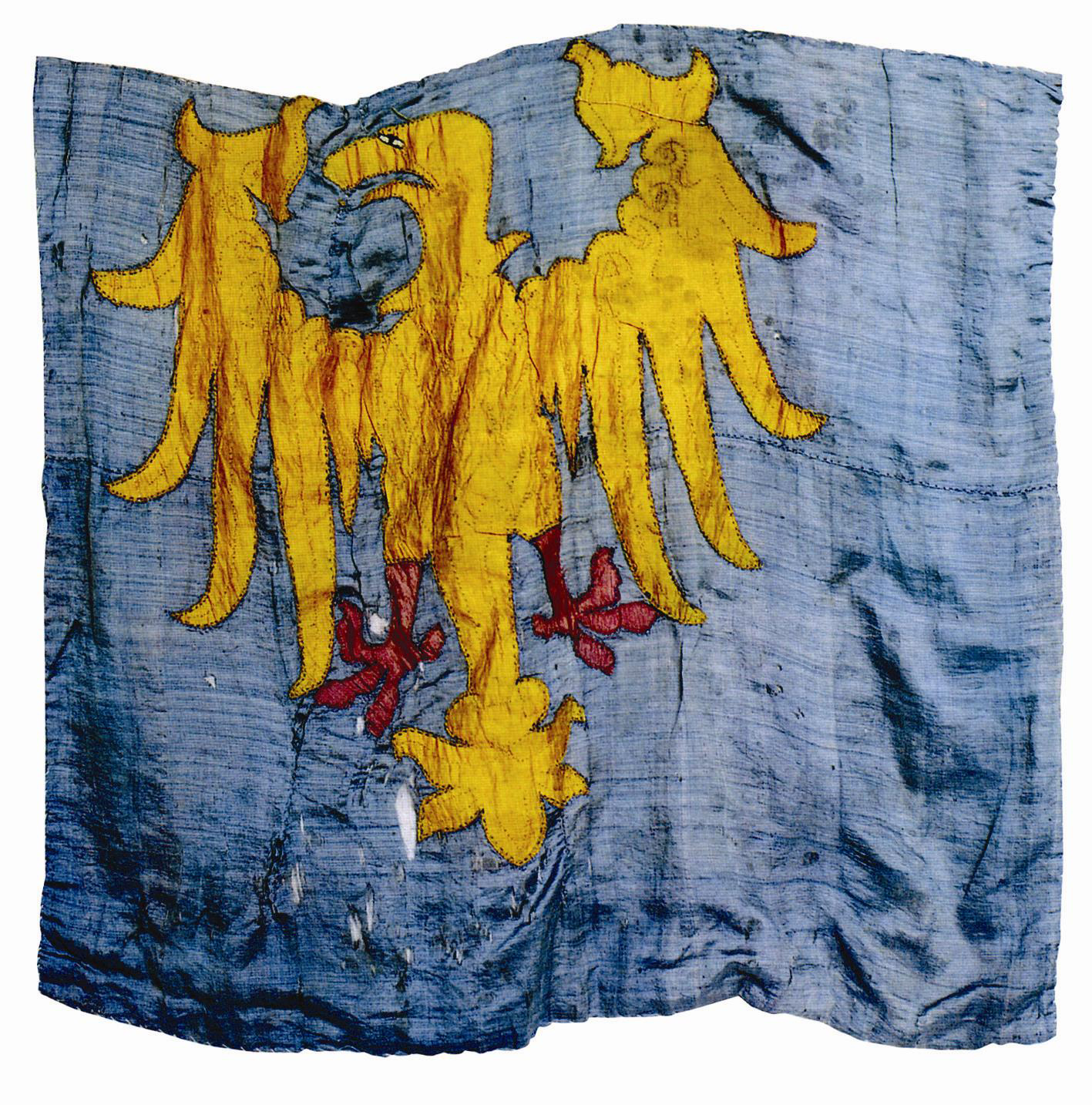
Antico vessillo patriarcale che faceva parte del corredo funebre del Beato Patriarca Bertrando (1258 - 1350).

Sul perché dell’aquila, sono state fatte varie ipotesi, nessuna comprovabile. Secondo alcuni lo stemma fa riferimento al mito fondativo della città di Aquileia (è assodato, tuttavia, che tale toponimo non derivi dal termine latino “aquila”, bensì da parlate celtiche). Altri ipotizzano che riproduca lo stemma nobiliare del patriarca Bertrando, ma il blasone famigliare del patriarca occitano, come risulta dal suo sigillo conservato ai Civici Musei di Udine (inv. N. 413), era invece costituito da uno “scudo con traverse”.
Appare dubbia altresì la teoria secondo cui anziché di un’aquila, si tratti di un grifone naturalistico, in quanto in araldica il grifone è sempre rappresentato come una figura chimerica. Non vale a supportare tale tesi il fatto che la testa e il collare siano più simili a un grifone, trattandosi di una stilizzazione di epoca medievale. Conclusivo appare il fatto che l’uso certo di un’aquila come simbolo della Patria del Friuli sia precedente di oltre un secolo alla bandiera del Trecento.

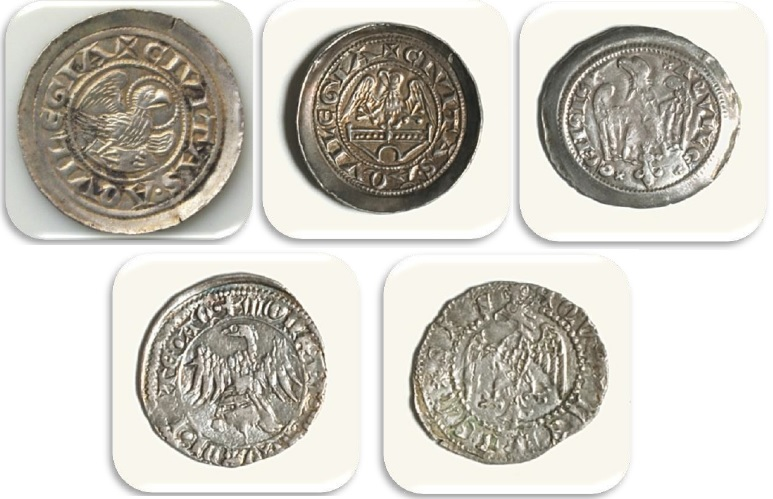
Denaro scodellato aquileiese di epoca patriarcale (XIII-XV sec.), raffigurante l'aquila, già simbolo del Friuli.

Infatti, il simbolo dell’aquila caratterizzava lo Stato patriarcale friulano ben prima del patriarca Bertrando. Lo confermano i ritrovamenti numismatici, che collocano con certezza l’adozione dell’aquila patriarcale agli inizi del 1200, quando regnava il patriarca Volchero di Erla (Patriarca di Aquileia dal 1204 al 1218). Un’aquila simile a quella del patriarca Bertrando si riscontra sulle monete coniate sotto la guida del patriarca Bertoldo di Andechs-Merania, successore di Volchero, che governò la Patria del Friuli dal 1218 al 1251. Anche nelle monete coniate dal patriarca Raimondo della Torre (alla guida dello Stato friulano dal 1273 al 1298) le similitudini con l’aquila del patriarca Bertrando sono evidenti.
Un antico affresco policromo dell’aquila friulana è tuttora ben visibile a Udine sulla facciata del Palazzo Susanna di Prampero (Palazzetto Puppi) che dà su via Savorgnana, nonché sulla facciata esterna di Porta Manin, dove fu collocata assieme all'aquila imperiale con ogni probabilità in occasione della visita dell'imperatore Carlo IV di Lussemburgo nel 1354.
Lo Stato friulano aveva un proprio vessillifero. L’ultimo di questi fu Marc di Murùs (Marco da Moruzzo) il quale, a causa della sua fedeltà al patriarca, fu incarcerato nelle prigioni del Castello di Udine dalla Repubblica di Venezia dopo la resa della Patria del Friuli alla Serenissima avvenuta il 6 giugno 1420. Morto per una malattia contratta nelle carceri castellane, i giudici veneti ne disposero la decapitazione del cadavere il 19 marzo 1421.

#### Bandiera di guerra
In un manoscritto del Seicento conservato nella Biblioteca Civica di Udine si può leggere che lo Stato patriarcale friulano aveva un’insegna in caso di guerra e la descrive così: "Il patriarca d’Aquileia ne li suoi stendardi da guerra portava per insegna una mitra nel mezzo di due pastorali bianchi in campo vermiglio".

### La bandiera moderna
La bandiera del Friuli è stata ufficialmente definita e riconosciuta con la legge regionale 27 novembre 2001, n. 27, della Regione Autonoma Friuli-Venezia Giulia. Essa è formata “da un drappo di forma rettangolare con al centro un'aquila araldica d'oro con ali spiegate, testa a sinistra, rostro aperto e artigli rossi, posto in campo azzurro. Lo stemma ha dimensioni pari a tre quinti dell'altezza della bandiera che a sua volta deve essere alta due terzi della sua lunghezza”.

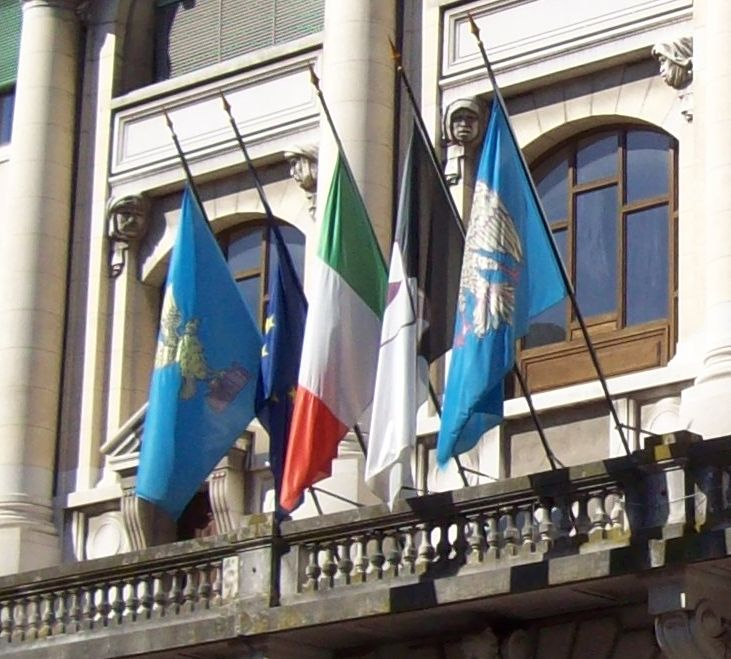
Palazzo del Comune di Udine: la bandiera del Friuli (la prima a destra) esposta assieme alle bandiere del Comune, dell'Italia, dell'UE e della Regione autonoma F-VG.

La descrizione araldica è "d'azzurro all'aquila con il volo abbassato d'oro, armata di rosso".
Oggi la bandiera viene esposta ufficialmente nei luoghi pubblici dei comuni appartenenti alla minoranza linguistica friulana, accanto alla bandiera della Regione Autonoma Friuli-Venezia Giulia, a quella italiana e dell'UE.
In particolar modo viene esposta, sia dagli enti pubblici, sia soprattutto dai privati cittadini, in occasione della ricorrenza del 3 aprile, anniversario dell'istituzione del Principato patriarcale di Aquileia, riconosciuto dalla legge regionale 27 marzo 2015, n. 6, della Regione Autonoma Friuli-Venezia Giulia quale "Fieste de Patrie dal Friûl / Fieste de Patrie dal Friûl".
L’attuale versione della bandiera friulana è stata disegnata all’inizio degli anni Settanta dello scorso secolo da Giorgio Jus (San Vito al Tagliamento, 1940) su impulso dei dirigenti del Movimento Friuli e costituisce una stilizzazione in chiave moderna della bandiera originale di epoca medievale. Il primo prototipo della versione moderna della bandiera friulana venne stampato a Codroipo il 24 luglio 1974 a cura del medesimo Movimento e riportava, sotto l’aquila, la scritta "FRIÛL".

## Stemmi e vessilli ispirati alla bandiera del Friuli
La bandiera friulana ha ispirato gli stemmi di molte istituzioni moderne, fra cui la soppressa Provincia di Udine, l’Università degli Studi di Udine, la città di Aquileia, la Società Filologica Friulana. Ai colori della bandiera del Friuli (giallo e azzurro) si ispiravano invece gli sfondi dei gonfaloni delle soppresse Province di Pordenone e Gorizia. Dal 1923 al 1927 la bandiera friulana costituì lo stemma della Provincia del Friuli.

Stemma della soppressa Provincia di Udine
Logo dell'Università di Udine
Stemma del Comune di Aquileia
Bandiera delle soppresse Province di Gorizia e di Pordenone
Bandiera della soppressa Provincia di Udine

## Altre versioni

"Bandiera di guerra"

Una versione non ufficiale della bandiera presenta il drappo rosso e in maniera non ufficiale è stata definita "bandiera di guerra", pur non essendo ovviamente mai stata utilizzata come tale.
Assolutamente minoritaria è una versione alternativa della bandiera friulana formata da un drappo rettangolare composto da 3 bande orizzontali di eguale dimensione di colore azzurro, giallo e azzurro, a volte con l'aggiunta di una stella a cinque punte (di colore giallo o rosso) o di un’aquila.